# Torre del Tambor
La Torre del Tambor es un fortín fusilero que se encuentra en la villa de Sástago, en la provincia de Zaragoza, Aragón, España.

## Historia
Se trata de una fortificación fusilera muy característica del siglo XIX, aunque no parece tener relación con los otros fortines contemporáneos de la comarca (El Mocatero de Escatrón y fortín de Sástago) ni pertenece a la línea de torres ópticas en la que estas se incluyen, ya que la línea, por motivos estratégicos, se ubica únicamente en la margen derecha del Ebro. Se estima que puede ser contemporánea de las mismas, o quizá algo anterior. 

## Descripción
Situada en la ladera que cierra el valle del Ebro frente a Sástago, es una torre vigía con estructura defensiva, de planta circular, característica del siglo XIX.
Está construida en mampostería, con una parte importante de los paramentos reconstruida en la reciente restauración. Contaba con dos plantas. El acceso se realiza por una puerta situada en la planta baja. En la superior presenta una sucesión de 18 troneras con doble derrame a todo lo largo de su paramento, con una distancia de 1 metro de una a otra. 
El forjado interior se había perdido por lo que durante la restauración se ha sustituido por uno metálico y se ha instalado una escalera del mismo material para acceder al superior.